# 샌안토니오 커맨더스
| 샌안토니오 커맨더스 |                              |
| 컨퍼런스            | 서부 컨퍼런스                |
| 설립연도            | 2018년                       |
| 해체연도            | 2019년                       |
| 역사                | 샌안토니오 커맨더스 (2019년) |
| 경기장              | 알라모돔                     |
| 연고지              | 텍사스주 샌안토니오          |
| 상징색              | 고동색, 빨강, 은, 하양       |
| 단장                | 대릴 존스턴                  |
| 감독                | 마이크 라일리                |
| 리그 우승           |                              |
| 컨퍼런스 우승       |                              |

샌안토니오 커맨더스(San Antonio Commanders)는 미국 텍사스주 샌안토니오을 연고지로 하는 2019년 AAF 서부 컨퍼런스 소속되었던 미식축구 팀이다. 홈 경기장은 알라모돔이다.